# Kęty
Kęty é um município da Polônia, na voivodia da Pequena Polônia e no condado de Oświęcim. Estende-se por uma área de 23,05 km², com 18 984 habitantes, segundo os censos de 2016, com uma densidade de 823,6 hab/km².